# 荷沢宗
荷沢宗（かたくしゅう）は、中国における仏教の宗派であり、唐の僧である神会を中心として形成された、禅宗の一つである。名称は、神会が拠点とした荷沢寺に由来する。

## 歴史
中国禅宗の五祖にあたる弘忍の高弟であった神秀は則天武后に重用され、その死後も門下の弟子たちが帝室の保護を受けていた。神会はこの僧侶たちを北宗と呼び、禅定によって漸進的に悟りへと向かっていく漸悟の立場を取っていると批判して、自らが禅宗六祖の慧能から受け継いだ頓悟こそが真の仏法であると主張して南宗と称していた。745年に神会は洛陽の荷沢寺に入り、ここを拠点として北宗批判を続けた。
753年に神会は政府の命により一度追放されるが、755年に勃発した安禄山の乱に際し売牒制度に加担して洛陽に復帰した。この間に、荷沢寺には神会の弟子が増え続け、一派を形成した。これが荷沢宗と呼ばれたのである。
荷沢宗は帝室の保護を受けて大きくなり、神秀の弟子の一派を駆逐せんとする勢力となったが、762年に神会が没すると急速に勢力を失い、845年の会昌の廃仏によって完全に歴史から姿を消した。

## 特徴
神会は、悟りに向かって禅定を修めて徐々に悟りに迫っていくという漸悟論を否定し、悟りと無明という二元論的対立は本来存在せず悟りに向かうにあたり段階は存在しないという頓悟の禅を主張していた。
しかし、実際には、座禅の方法に習熟するなどの、準備となる期間が必要であることを認めており、信者を獲得するにあたって柔軟な姿勢を示していたとされている。